# Khia
Khia (Кая) — американська співачка-реперка та письменниця.
Перша пісня («My Neck, My Back (Lick it)») мала великий успіх у США та Європі. Співачка випустила п'ять альбомів. Зараз вона працює над шостим студійним альбомом «Queendom Come». В 2014 році написала свій перший роман «Ignoring the signs».

## Життєпис
Дитиною итиною вивчала африканські танці, брала участь и різних талант-шоу і парадах.
Народила двох дітей (Lil Khia i Rashawn).

## Альбоми

### Студійні альбоми
- 2002: Thug Misses
- 2006: Gangstress
- 2008: Nasti Muzik
- 2012: Motor Mouf AKA Khia Shamone
- 2014: Love Locs[1]

### Альбоми компіляції
- 2006: All Hail The Queen (Hit Them Up)
- 2008: The Boss Lady
- 2009: Street Respect

### Сингли
- 2002: My Neck My Back (Lick It)
- 2002: You My Girl
- 2002: The K-Wang
- 2006: Snatch the Cat Back
- 2006: For the Love of Money
- 2006: So Excited (разом із Janet Jackson)
- 2008: What They Do (разом із Gucci Mane)
- 2008: Be your Lady
- 2008: Like me
- 2010: Been a Bad Girl
- 2012: Pay yo pussy bill
- 2014: You deserve